# Кабба, Ахмед Теджан
Ахмед Теджан Кабба (англ. Ahmed Tejan Kabbah; 16 февраля 1932, Пендембу, протекторат Сьерра-Леоне — 13 марта 2014, Фритаун, Сьерра-Леоне) — президент Сьерра-Леоне (1996—1997, 1998—2007).

## Биография
Принадлежал к народу мандинка, происходил из очень набожной мусульманской семьи. В 1959 году получил степень бакалавра экономики по окончании Кардиффского технологического и торгового колледжа и Уэльского университета. Затем получил юридическое образование (1969) и стал практикующим адвокатом в Лондоне. Поступив на государственную службу в Сьерра-Леоне, он работал в органах управления в нескольких районах страны и министерствах.
В течение почти 20 лет был сотрудником аппарата Организации Объединённых Наций. Являлся заместителем главы Программы развития Организации Объединённых Наций (ПРООН) для Западной Африки, в 1973 году был назначен руководителем этой программы для Лесото. Затем работал в проектах ПРООН в Танзании, Уганде и незадолго до обретения страной независимости — в Зимбабве. Следующим назначением стала должность в штаб-квартире ООН в Нью-Йорке, где он возглавлял отделы по Восточной и Южной Африке. Он также был ответственным за сотрудничество с Организацией африканского единства, Африканским национальным конгрессом и СВАПО. Занимал посты заместителя директора, директора по кадровым вопросам и исполнительного директора ПРООН.
В 1992 году ушёл в отставку.
После переворота, совершённого 29 апреля 1992 года группой молодых офицеров во главе с армейским капитаном Валентином Страссером, в результате которого был свергнут президент Джозеф Момо, военная хунта предложила Каббе возглавить Совет по разработке новой конституции страны. Незадолго до запланированных президентских выборов, 16 января 1996 года, Страссер был свергнут своим заместителем, Джулиусом Био, и лояльными тому офицерами. Выборы всё же состоялись, и на них во втором туре с результатом 59,5 % победил Кабба. Он сформировал правительство с участием почти всех групп, представленных в парламенте.
В ноябре 1996 года он подписал в Абиджане соглашение с представителями ОРФ, однако ситуация в стране не улучшалась. Первая попытка государственного переворота в 1996 году потерпела неудачу, однако путч 25 мая 1997 года привёл к временному отстранению Каббы от власти, и он был вынужден отправиться в изгнание в Гвинею.
После вмешательства нигерийских войск в марте 1998 года повстанцы во главе с Джонни Полом Коромой были изгнаны. В страну был введён военный контингент Экономического содружества Западной Африки. 7 июля 1999 года Кабба подписал в Ломе мирное соглашение с ОРФ, однако кровопролитие в стране продолжалось до начала 2002 года. В 1999 году в Сьерра-Леоне был введён миротворческий контингент войск ООН (значительная часть — британцы). Крупные действия завершились, но мелкие подразделения ОРФ продолжали нападать на правительственные силы и мирное население. Корома расформировал войска РСВС, часть которых вошла в армейские подразделения. Его деятельность при поддержке Организации Объединённых Наций (МООНСЛ) привела к окончанию гражданской войны. 14 мая 2002 года Кабба был переизбран на новый президентский срок, получив 70,1 % голосов в первом туре, став одновременно и министром обороны.
На выборах 2007 года он отказался от выдвижения своей кандидатуры на новый срок.